# Joël Manglou
Joël Manglou est un musicien réunionnais.